# Koeru
Koeru era un comune rurale dell'Estonia centrale, nella contea di Järvamaa. Il centro amministrativo era l'omonimo borgo (in estone alevik).
Nel 2017 il comune si è fuso (insieme ad Albu, Ambla, Imavere, Järva-Jaani, Kareda e Koigi) nel nuovo comune di Järva.
Al 2003, Koeru aveva una popolazione di 2.465 abitanti.

## Località
Oltre al capoluogo, il comune comprende 26 località (in estone küla):
Abaja, Aruküla, Ervita, Jõeküla, Kalitsa, Kapu, Koidu-Ellavere, Kuusna, Laaneotsa, Liusvere, Merja, Norra, Preedi, Puhmu, Rõhu, Salutaguse, Santovi, Tammiku, Tudre, Udeva, Vahuküla, Väinjärve, Valila, Vao, Visusti e Vuti.